# Fulgoroïdeus
Els fulgoroïdeus (Fulgoroidea) són una superfamília d'hemípters l'única de l'infraordre Fulgoromorpha. Es diferencien d'altres homòpters per la seva vena anal en forma de "Y" i les antenes amb tres segments.
Les nimfes de molts fulgoroïdeus produeixen cera a partir de glàndules especials als terges abdominals i altres parts del cos. Aquestes són hidròfobes i ajuden a ocultar els insectes. Les femelles adultes de moltes famílies també produeixen cera que es pot utilitzar per protegir els ous.
Els fulgoroïdeus són sovint vectors de malalties de les plantes especialment el fitoplasma que viuen en el floema de les plantes i que es transmet pels fulgoroïdeus quan s'alimenten.
Hi ha registres fòssils d'aquests insectes al període Lutecià a Colorado (Estats Units).

## Classificació
De vegades es fa servir el nom d'Archaeorrhyncha substituint el de Fulgoromorpha.
Les famílies actuals dels Fulgoroidea són:
- Acanaloniidae
- Achilidae
- Achilixiidae
- Cixiidae
- Delphacidae
- Derbidae
- Dictyopharidae
- Eurybrachyidae (= Eurybrachiidae)
- Flatidae
- Fulgoridae
- Gengidae
- Hypochthonellidae
- Issidae (inclou Caliscelidae)
- Kinnaridae
- Lophopidae
- Meenoplidae
- Nogodinidae
- Ricaniidae
- Tettigometridae
- Tropiduchidae

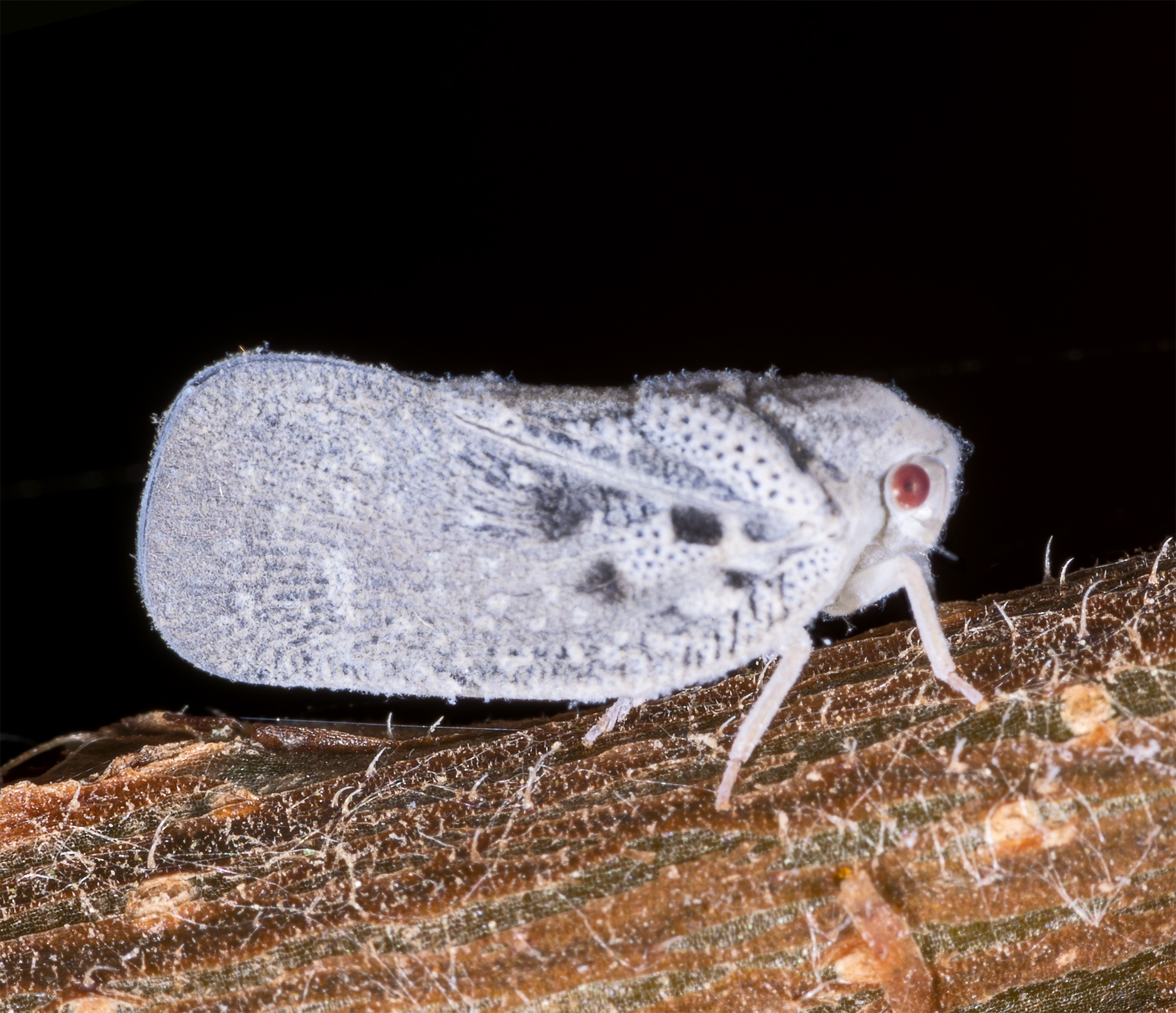
Metcalfa pruinosa (Flatidae)
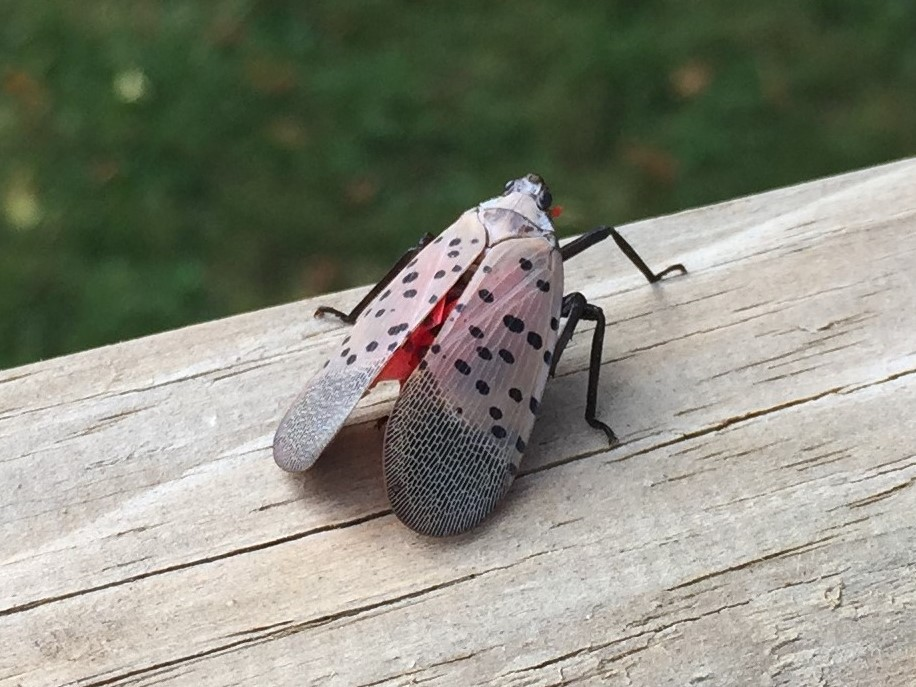
Lycorma delicatula (Fulgoridae)
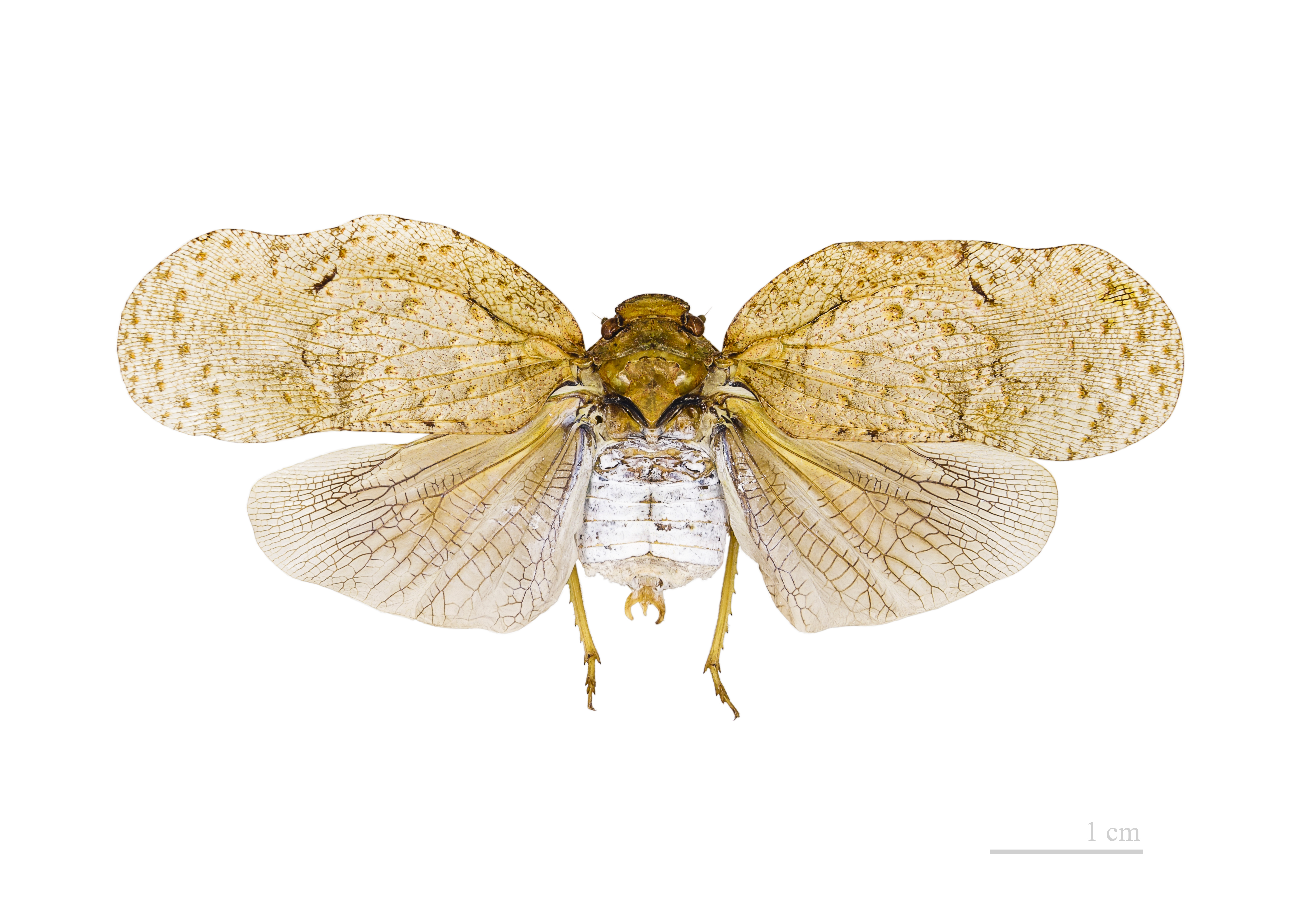
Flatolystra verrucosa Fulgoridae
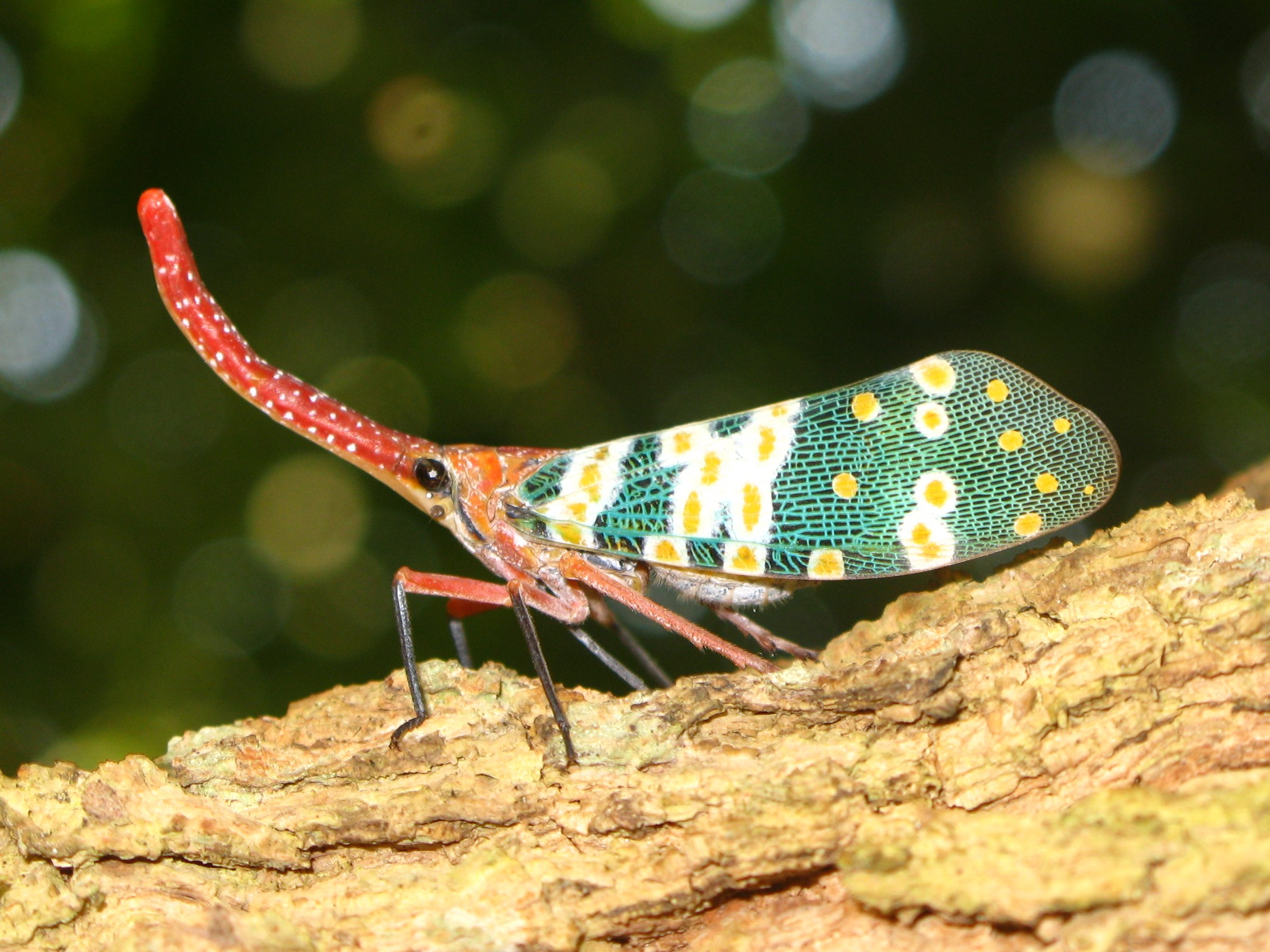
Pyrops candelarius Fulgoridae
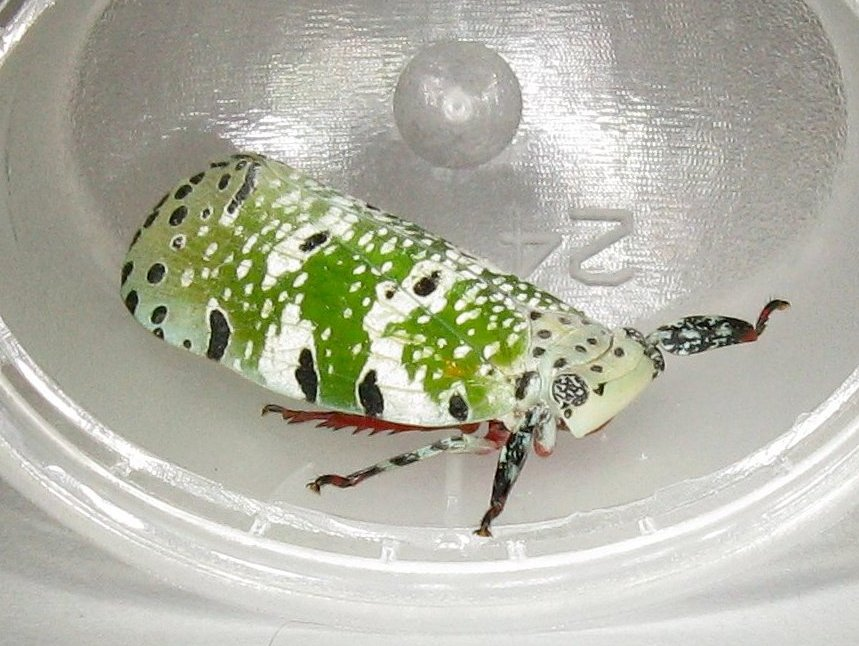
Paropioxys jucundus Eurybrachyidae
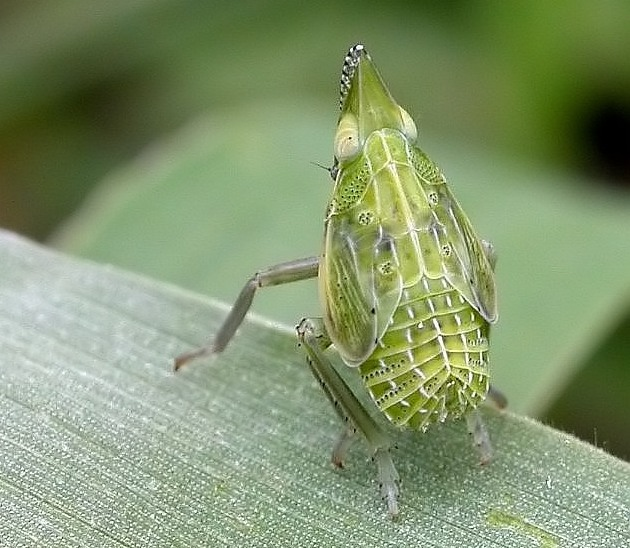
nimfa de Dictyophara europaea
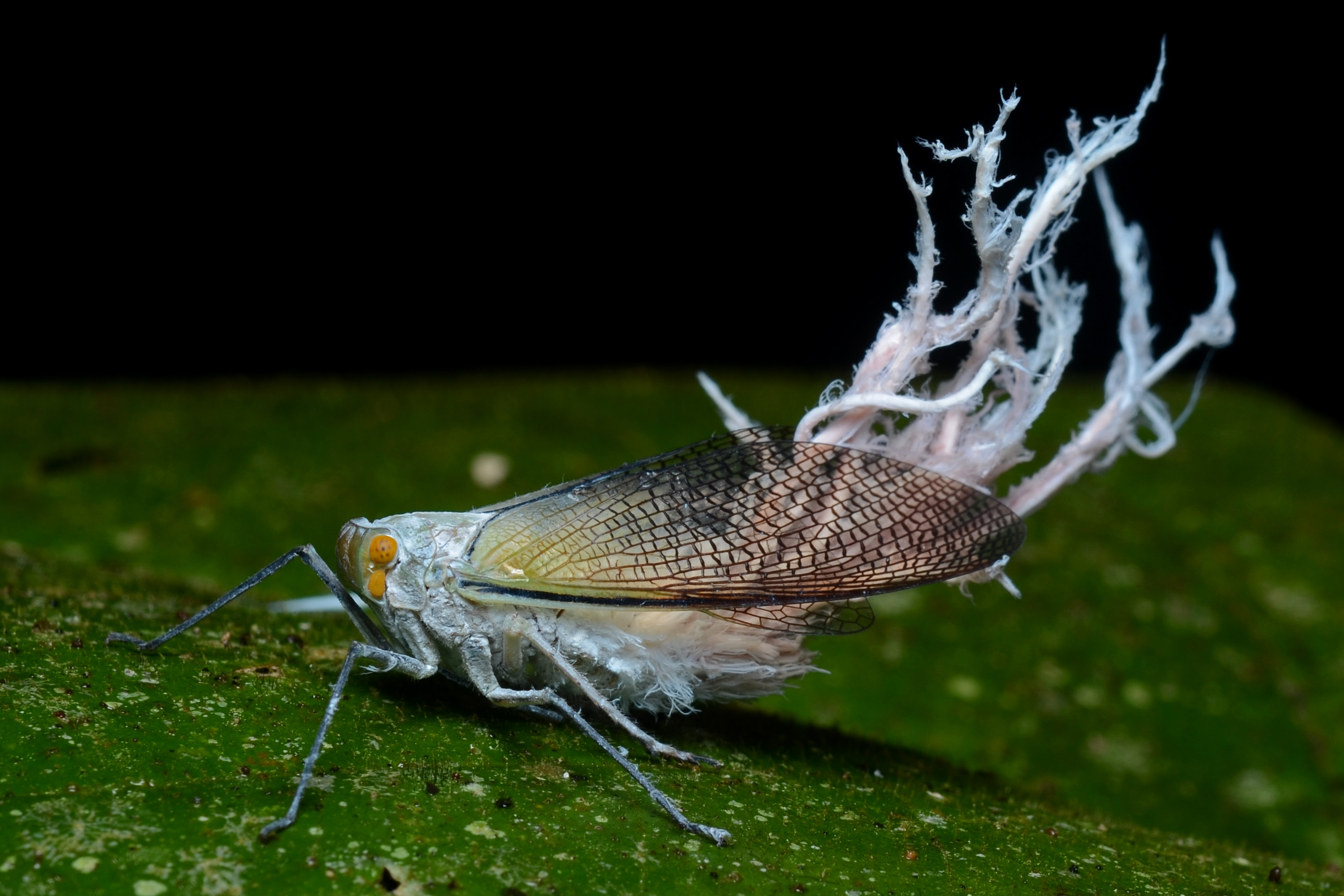
Pterodictya reticularis,Fulgoridae, amb excrecències de cera.